# Awake (álbum de Skillet)
Awake es el séptimo álbum de la banda de rock cristiana estadounidense Skillet . Sucede al álbum Comatose, nominado al Grammy. El álbum fue lanzado el 25 de agosto de 2009 por Lava Records y Ardent Records y debutó en el No. 2 en el Billboard 200. El álbum fue certificado de oro por la Asociación de la Industria de la Grabación de América (RIAA) el 27 de julio de 2010, y desde entonces se ha duplicado, vendiendo más de 2 000 000 de copias hasta la fecha. Fue nominado para el Top Christian Album en los Billboard Music Awards 2011 y ganó. Este es el último álbum que presenta al guitarrista Ben Kasica y el primer lanzamiento de estudio que presenta a la baterista Jen Ledger. Los sencillos "Awake and Alive" y "Hero" están certificados como Platino, mientras que "Monster" alcanzó el estado Doble-Platino. Los remixes de Hero, Monster, Dont Wake Me y Awake and Alive conforman el EP "Awake and Remixed"

## Antecedentes
Skillet comenzó a grabar para el álbum alrededor de octubre de 2008. La banda grabó en Bay7 Studios, en Los Ángeles, California , con Howard Benson como productor de la banda. El álbum contiene 12 canciones. El cantante principal, John Cooper, escribió más de 40 canciones en preparación.  Dijo que había mucha presión durante la grabación del álbum: "Cada vez que haces un disco, hay presión porque quieres superar el último disco. Esta vez se intensificó porque el último proyecto fue tan exitoso".
"Vivimos en tiempos difíciles en este momento entre las noticias que parecen enloquecer cada día y toda la incertidumbre en la sociedad en general", dice Cooper. "A veces no parece que haya esperanza, y seguro que puedes elegir renunciar, pero ¿por qué no enfrentarlo 'Despierto y vivo'? La vida está llena de desafíos y, a veces, cuando te miras en lo más profundo de ti mismo, puedes sentirte agobiado por el pecado y el "Monstruo" que vive dentro de todos nosotros. Pero cuanto más te das cuenta de tu necesidad de Cristo, menos te centras en eso, y en Él en cambio. Todo lo que cantamos en este álbum es algo con lo que alguien se puede identificar y, en todo caso, las canciones te harán saber que no estás solo ".

## Estilo musical
Según los miembros de la banda, el álbum es similar a su lanzamiento Comatose de 2006, con cuerdas y guitarras con un sonido de rock más duro que su álbum anterior. [11] John Cooper dijo que "suena como Skillet con algunas cosas nuevas que la gente no puede esperar". En el sitio web de Skillet, describen su estilo musical como "riffs de rock clásicos, tambores giratorios, ganchos monstruosos y coros innegablemente pegadizos ... toques de rock progresivo de la vieja escuela mezclados con floreos alternativos modernos ... toques de influencia clásica como hilos que se hinchan se cruzan con adrenalina sónica.

## Recepción
El álbum recibió críticas mixtas de críticos. Kevin Chamberlin de Jesus Freak Hideout le dio al álbum 3 de 5 estrellas, diciendo que el álbum "no está a la altura de Comatose y debido a su extrema proximidad en cuanto al estilo, es mediocre en el mejor de los casos y está a punto de carecer de interés". También afirmó que la gran cantidad de baladas en el álbum eran inaceptables, diciendo que algunas canciones "llevan la inmadurez como un sombrero de fieltro". Concluyó su reseña diciendo que el álbum "se siente como la depresión de segundo año que Skillet nunca tuvo que sufrir y una versión aguada de Comatose ".

## Lista de canciones
| Edición estándar |                               |                           |          |  |
| N.º              | Título                        | Escritor(es)              | Duración |  |
| 1.               | «Hero»                        | John Cooper, Jen Ledger   | 3:07     |  |
| 2.               | «Monster»                     | John Cooper, Gavin Brown  | 2:58     |  |
| 3.               | «Don't Wake Me»               | John Cooper, Brian Howes  | 3:55     |  |
| 4.               | «Awake and Alive»             | John Cooper, Jen Ledger   | 3:32     |  |
| 5.               | «One Day Too Late»            | John Cooper, Brian Howes  | 3:40     |  |
| 6.               | «It's Not Me, It's You»       | John Cooper               | 3:25     |  |
| 7.               | «Should've When You Could've» | John Cooper               | 3:31     |  |
| 8.               | «Believe»                     | John Cooper, Dave Bassett | 3:50     |  |
| 9.               | «Forgiven»                    | John Cooper               | 3:39     |  |
| 10.              | «Sometimes»                   | John Cooper               | 3:28     |  |
| 11.              | «Never Surrender»             | John Cooper, Dave Bassett | 3:30     |  |
| 12.              | «Lucy»                        | John Cooper               | 3:40     |  |

| Edición de lujo |                            |                           |          |  |
| N.º             | Título                     | Escritor(es)              | Duración |  |
| 13.             | «Dead Inside»              | John Cooper               | 2:56     |  |
| 14.             | «Would It Matter»          | John Cooper, Dave Bassett | 4:12     |  |
| 15.             | «Monster (versión radial)» | John Cooper, Gavin Brown  | 2:59     |  |

| Edición japonesa |                      |              |          |  |
| N.º              | Título               | Escritor(es) | Duración |  |
| 16.              | «Comatose (en vivo)» | John Cooper  | 3:53     |  |